# 東大館駅
東大館駅（ひがしおおだてえき）は、秋田県大館市常盤木町（ときわぎちょう）にある、東日本旅客鉄道（JR東日本）花輪線の駅である。

## 歴史
- 1914年（大正3年）7月1日：秋田鉄道の駅として北秋田郡大館町に開業[2]。
- 1934年（昭和9年）6月1日：秋田鉄道国有化により、鉄道省（国鉄）に移管[2]。
- 1973年（昭和48年）3月31日：貨物の取り扱いを廃止[2]。
- 1985年（昭和60年）3月14日：荷物の扱いを廃止[2]。
- 1987年（昭和62年）4月1日：国鉄分割民営化に伴い、東日本旅客鉄道（JR東日本）の駅となる[2]。
- 1999年（平成11年）12月4日：CTC化に伴い交換設備廃止、業務委託化（当直勤務廃止）[3]。東大館駅長が廃止され、鹿角花輪駅長管理下となる。
- 2019年（令和元年）9月4日：簡易型自動券売機によるきっぷ発売を終了。
- 2020年（令和2年）
  - 3月13日：みどりの窓口の営業を終了[4]。
  - 3月14日：無人化。
- 2021年（令和3年）
  - 9月14日：当駅トイレ内で倒れている高齢男性を発見・人命救助に貢献したとして、大館警察署から高校生5人に感謝状を贈呈[5]。
  - 11月：JRが大館市に駅舎の建て替えを検討していることを伝える[6]。
  - 12月：大館市と大館歴史的建造物研究会にて駅舎の現状を調査[6]。
- 2022年（令和4年）
  - 3月15日：市のワーキンググループを設立[6]。建築士や不動産業者、利用する高校生らメンバー13人が駅舎を視察[6]。
  - 7月4日 - 29日：市のワーキンググループにて、待合室にテーブルと椅子16脚と照明器具を増設し、利用状況を見る実証実験を実施[7]。
  - 8月30日：市のワーキンググループは、現在の規模より縮小する方向性を決め、これに沿った改修案と建て替え案改修案を近く市に提言することとした[8]。
  - 9月6日：市のワーキンググループは、現在の駅舎を活用する改修案を第1案とする提言書を市に提出[9]。
- 2024年（令和6年）10月1日：えきねっとQチケのサービスを開始[1][10]。

### 名称の由来
当駅は大館駅の南、市街地からは西の方角に位置する。東大館駅の「東」は「大館駅の東」や「大館市の東」など方角を表しているのではなく、「東大館町」に由来する。東大館駅がある常盤木町は江戸時代の羽州街道であり、街道沿いの警護のため常盤木町には足軽屋敷が配置された。侍屋敷の地域を内町、町人町を外町として区別していた。常盤木町は地理的には外町だが侍が住んでいたことから行政上は内町に区分された。のちに、戸長制がしかれるにあたり、内町＝東大館、外町＝西大館と改称され、内町だった常盤木町はそのまま東大館町に組み入れられた。駅の開業当時はすでに東大館町と西大館町が合併して大館町になっていたが、駅には東大館駅と命名された。

## 駅構造
地上駅である。元々は島式ホーム1面2線の列車交換可能駅だったが、現在は1番線が撤去されて単式ホーム1面1線（旧2番線・下り線）となっている。
盛岡統括センター（盛岡駅）が管理する無人駅で、待合室がある。かつては売店（キヨスク→ジェイアールアトリス売店）があったが閉店した。

## 利用状況
JR東日本によると、2000年度（平成12年度）- 2018年度（平成30年度）の1日平均乗車人員の推移は以下のとおりであった。
| 1日平均乗車人員推移 | 1日平均乗車人員推移 | 1日平均乗車人員推移 | 1日平均乗車人員推移 | 1日平均乗車人員推移 |
| 年度                | 定期外              | 定期                | 合計                | 出典                |
| ------------------- | ------------------- | ------------------- | ------------------- | ------------------- |
| 2000年（平成12年）  |                     |                     | 405                 | [ 利用客数 1 ]      |
| 2001年（平成13年）  |                     |                     | 336                 | [ 利用客数 2 ]      |
| 2002年（平成14年）  |                     |                     | 298                 | [ 利用客数 3 ]      |
| 2003年（平成15年）  |                     |                     | 254                 | [ 利用客数 4 ]      |
| 2004年（平成16年）  |                     |                     | 234                 | [ 利用客数 5 ]      |
| 2005年（平成17年）  |                     |                     | 224                 | [ 利用客数 6 ]      |
| 2006年（平成18年）  |                     |                     | 243                 | [ 利用客数 7 ]      |
| 2007年（平成19年）  |                     |                     | 251                 | [ 利用客数 8 ]      |
| 2008年（平成20年）  |                     |                     | 240                 | [ 利用客数 9 ]      |
| 2009年（平成21年）  |                     |                     | 235                 | [ 利用客数 10 ]     |
| 2010年（平成22年）  |                     |                     | 211                 | [ 利用客数 11 ]     |
| 2011年（平成23年）  |                     |                     | 207                 | [ 利用客数 12 ]     |
| 2012年（平成24年）  | 34                  | 158                 | 192                 | [ 利用客数 13 ]     |
| 2013年（平成25年）  | 30                  | 161                 | 191                 | [ 利用客数 14 ]     |
| 2014年（平成26年）  | 31                  | 154                 | 185                 | [ 利用客数 15 ]     |
| 2015年（平成27年）  | 29                  | 161                 | 191                 | [ 利用客数 16 ]     |
| 2016年（平成28年）  | 29                  | 193                 | 223                 | [ 利用客数 17 ]     |
| 2017年（平成29年）  | 29                  | 211                 | 240                 | [ 利用客数 18 ]     |
| 2018年（平成30年）  | 25                  | 213                 | 239                 | [ 利用客数 19 ]     |

## 駅周辺
東大館駅前は大館市内一の飲み屋の集積地であり、一番町（国際通り）と呼ばれ、1本南の通りを二番町、さらに南を三番町と呼ばれていた。
- 大館常盤木町郵便局
- 大館神明社
- 大館市立第一中学校
- 秋田銀行大館支店
- 北都銀行大館支店・大館東支店・比内支店
- 青森みちのく銀行
  - 大館支店・比内支店
  - 大館中央支店
- 秋田県信用組合大館支店
- 大館市立総合病院
- 市営大館野球場
- 大館市役所
- 大館郵便局
- ホテルルートイン大館大町

## バス路線
東大館駅前は、朝夕の路線バスとコミュニティバスが設定されており、それ以外は南町と鍛冶町にあるバス停が最寄りのバス停になる。

### 東大館駅前
- 大谷行：朝1便のみ運行
- 大館・田代線（環状線）
  - 御坂、川口、谷地の平団地前、早口駅前方面
  - 市立病院、鳳鳴高校前、イオン大館店方面
- さわやかみなみ号（真中線）
  - 櫃崎、赤石、板沢、南小学校方面
  - 市立病院、大館駅方面
- さわやかみなみ号（二井田線）
  - 南小学校、二井田、扇田駅、扇田病院方面
  - 市立病院、大館駅方面

### 大館南町・大館鍛冶町
約400メートル東に大館南町バス停および大館鍛冶町バス停が設置されている。
大館南町
- 扇田病院・大滝温泉・秋田労災病院・十二所・鹿角市方面
- たつみ町・中野・弥助方面

大館鍛冶町
- 鳳鳴高校前
- 市立病院前・大館駅前・陣場・矢立ハイツ・寺の沢方面
- イオン大館店前・小坂ICバスストップ・小坂町方面
- イオン大館店・大館樹海ドーム・獅子ヶ森方面（獅子ヶ森環状線）
- 循環バス・ハチ公号

## 隣の駅
東日本旅客鉄道（JR東日本）
■花輪線
扇田駅 - 東大館駅 - 大館駅

### 利用状況
1. ↑  “各駅の乗車人員（2000年度）”.   東日本旅客鉄道. 2019年2月16日閲覧。
2. ↑  “各駅の乗車人員（2001年度）”.   東日本旅客鉄道. 2019年2月16日閲覧。
3. ↑  “各駅の乗車人員（2002年度）”.   東日本旅客鉄道. 2019年2月16日閲覧。
4. ↑  “各駅の乗車人員（2003年度）”.   東日本旅客鉄道. 2019年2月16日閲覧。
5. ↑  “各駅の乗車人員（2004年度）”.   東日本旅客鉄道. 2019年2月16日閲覧。
6. ↑  “各駅の乗車人員（2005年度）”.   東日本旅客鉄道. 2019年2月16日閲覧。
7. ↑  “各駅の乗車人員（2006年度）”.   東日本旅客鉄道. 2019年2月16日閲覧。
8. ↑  “各駅の乗車人員（2007年度）”.   東日本旅客鉄道. 2019年2月16日閲覧。
9. ↑  “各駅の乗車人員（2008年度）”.   東日本旅客鉄道. 2019年2月16日閲覧。
10. ↑  “各駅の乗車人員（2009年度）”.   東日本旅客鉄道. 2019年2月16日閲覧。
11. ↑  “各駅の乗車人員（2010年度）”.   東日本旅客鉄道. 2019年2月16日閲覧。
12. ↑  “各駅の乗車人員（2011年度）”.   東日本旅客鉄道. 2019年2月16日閲覧。
13. ↑  “各駅の乗車人員（2012年度）”.   東日本旅客鉄道. 2019年2月16日閲覧。
14. ↑  “各駅の乗車人員（2013年度）”.   東日本旅客鉄道. 2019年2月16日閲覧。
15. ↑  “各駅の乗車人員（2014年度）”.   東日本旅客鉄道. 2019年2月16日閲覧。
16. ↑  “各駅の乗車人員（2015年度）”.   東日本旅客鉄道. 2019年2月16日閲覧。
17. ↑  “各駅の乗車人員（2016年度）”.   東日本旅客鉄道. 2019年2月16日閲覧。
18. ↑  “各駅の乗車人員（2017年度）”.   東日本旅客鉄道. 2019年2月16日閲覧。
19. ↑  “各駅の乗車人員（2018年度）”.   東日本旅客鉄道. 2019年7月7日閲覧。